# Hirtaphelinus
Hirtaphelinus is een geslacht van vliesvleugeligen uit de familie Aphelinidae. De wetenschappelijke naam van dit geslacht is voor het eerst geldig gepubliceerd in 1983 door Hayat.

## Soorten
Het geslacht Hirtaphelinus is monotypisch en omvat slechts de volgende soort:
- Hirtaphelinus smetanai Hayat, 1983